# Idan Roll
Idan Roll (hebrejsky עִידָן רוֹל‎; * 27. dubna 1984 Jeruzalém, Izrael) je izraelský politik, model a advokát. Od 12. června 2021 je náměstkem ministra zahraničních věcí. Byl poslancem Knesetu za stranu Ješ atid.

## Životopis
Idan Roll se narodil 27. dubna 1984 v Jeruzalémě. Jako dítě se přestěhoval do Mevaseret Cijon, kde navštěvoval střední školu. V roce 2002 zahájil službu v Izraelských obranných silách, v rámci kterých sloužil v Izraelské zpravodajské službě v technologické jednotce v centrální části Izraele. Po službě v IOS absolvoval důstojnický kurz a stal se komandérem kadetů. Po ukončení národní vojenské služby začal sloužit v záloze zpravodajské služby Aman.
V roce 2007 začal studovat na právnické fakultě Telavivské univerzity. Během studia na univerzitě se připojil k advokátní organizaci StandWithUs a začal pracovat jako model. Absolvoval také magisterské studium v oblasti veřejného práva. Po absolvování magisterského studia pracoval v advokátních kancelářích.

### Politická kariéra
Na začátku své politické kariéry byl členem frakce Likudu Noví likudníci. Poté vstoupil do strany Ješ atid a stal se hlavou její LGBTQ skupiny. V komunálních volbách 2018 byl členem kandidátní listiny Ješ atid do městské rady Tel Aviv-Jaffa. Poté, co se strana spojila se stranou Chosen le-Jisra'el v jednu společnou alianci (Kachol lavan) pro volby do Knesetu v dubnu 2019, získal třicáté čtvrté místo na společné kandidátce a byl zvolen do Knesetu, protože aliance získala celkem 35 křesel. Přestože si v předčasných volbách v září 2019 udržel třicáté čtvrté místo na kandidátce, počet křesel aliance se zmenšil na 33, v důsledku čehož o mandát přišel.
Na kandidátní listině Kachol lavan pro volby do Knesetu v březnu 2020 se umístil na třicátém čtvrtém místě. Ačkoli strana získala celkem 33 křesel, Roll se dostal do Knesetu poté, co Ja'el German (která byla na kandidátní listině třináctá) odešla do důchodu. Ve volbách v roce 2021, v nichž kandidoval Ješ atid samostatně, byl opět zvolen do Knesetu. V nové vládě byl jmenován náměstkem ministra zahraničních věcí, načež se musel vzdát mandátu v Knesetu.

## Osobní život
Dne 5. března 2021 se provdal za popového zpěváka Harela Skaata ve městě Provo ve Spojených státech amerických. Mají syna Ariho, který se narodil prostřednictvím náhradního mateřství v srpnu 2018 v Tulse ve Spojených státech amerických.